# Aborted
Aborted — бельгийская дэт-метал/грайндкор-группа, образовавшаяся в 1995-м году и множество раз менявшая состав. За время своего существования приобрела статус интернациональной. В разное время в ней играли музыканты из Германии, Франции, Великобритании и Италии. Единственный постоянный участник группы — вокалист Свен де Калюве. Стилистика группы от альбома к альбому менялась и постепенно, начав с гор-грайнда в 1995—2001, перешла к стилю брутальный дэт-метал, с элементами мелодик-дет-метала и дэткора. Тематика песен группы основывается на всякого рода ужасах. Почти все тексты песен написаны вокалистом Свеном де Калюве, а музыка пишется группой в целом, иногда при содействии коллег.

## Рождение монстра и «демо-период»
Летом 1995 года вокалист Свен де Калюве основал группу с названием Aborted. В течение последующих двух лет собрал первый состав, в который вошли Ниек Верстает, в качестве гитариста, и Стивен Логье в качестве ударника. В таком составе группа отыграла серию концертов с тогда уже известными в андеграунде группами Deranged и Vomitory. После этого в группу на роль басиста пришёл брат Ниека Верстаета — Коэн. В дополненном составе, в формате квартета, команда записала первое демо The Necrotorous Chronicles, изданное на лейбле Esophagus Records.
Тираж в 300 копий был распродан за 4 месяца, результатом чего стал контракт на выпуск первого полноформатного альбома с фирмой Uxicon Records, основателем и владельцем которого является Барт Бейенс, игравший в разное время на барабанах в грайндкор-формации Agathocles и на басу в дум-группе Insanity Reigns Supreme. Позже на деньги самих музыкантов была сделана ещё одна демо-запись, вышедшая ограниченным тиражом.

## Работы на CCR Studio
Перед записью дебютного альбома в группу был принят второй гитарист — Кристоф Хьеррман, и группа дала несколько совместных концертов с такими группами, как Deranged, Defaced Creation, Dying Fetus, Enthroned, Ectopia, Goddes Of Desire, Impedigon, Houwitser, Length Of Time и Liar. По завершении концертной деятельности место ударника занял Фрэнк Росси.
В таком составе группа записала на студии CCR Studio пластинку, которая стала первым официальным релизом группы. Начав сессии в феврале 1999 года, музыканты издали альбом в мае того же года. Альбом получил название The Purity Of Perversion и включал в себя 8 песен и интро. Реакция андеграунда на этот релиз оказалась положительной, поэтому на волне успеха группа записала с CCR Studio ещё три песни для сплит-релиза с мини-альбома Christ Denied, который вышел в 2000 году уже на лейбле Soulreaper Records. Выход этого мини-альбома поспособствовал тому, что на группу обратил внимание более крупный лейбл — Listenable Records, с которым группа подписала договор на три последующих альбома. В этот момент группу покинул соло-гитарист Кристоф Хьеррман, но в начале 2001 года его место занял Тийс де Клоэдт, и коллектив, снова в формате квинтета, приступил к работе в студии.
Второй полноформатный альбом, выпущенный уже на новом лейбле имел более качественный звук, хотя записывался на той же студии, но бюджет, выделенный фирмой был несколько выше чем на предыдущем альбоме. Альбом получил название Engineering The Dead. В 2002 году группа записала ещё один сплит Created To Kill, совместно с Drowning, Brodequin и Misery Index, для которого они представили две песни «Generic Murder Concept» и кавер-верию «Suffer the Children» группы Napalm Death.
После записи группа отправилась в турне с такими группами, как Vader, Cryptopsy, Dying Fetus, Kataklysm, Catastrophic. Несмотря на концертные графики де Калюве успел записать партии ударных для группы Leng Tch'e и принять участие в проекте Welkin.
2003 году звукозаписывающая компания Listenable Records совместно с американской фирмой Exhumed выпустила ограниченным тиражом в 500 экземпляров live-split-LP, в который вошли фрагменты выступлений групп с их туров 2002 года. Каждая из сторон диска была посвящена отдельной группе и имела собственное название.

## GoremageddonиThe Archaic Abattoir
Несмотря на довольно напряжённый гастрольный год, в 2003 году группа перешла в студию для записи своего очередного альбома. Непосредственно перед записью группу покинули братья Верстаеты и барабанщик Фрэнк Росси. Замена братьям была найдена довольно быстро в лице Фредерика Ванмассенхофа на роль басиста и Барта Вергаерта на роль второго гитариста. Сессионным барабанщиком на это время стал Дирк Вербьюрен. В обновлённом составе группа записала альбом Goremageddon: The Saw And The Carnage Done, звучание на котором стало ещё более качественное, а музыка — брутальнее и мелодичнее одновременно. Лирическая составляющая тяготела в основном к медицинским ужасам, что предвещала также и обложка, на которой был изображён обезумевший хирург с ножовкой в операционной. Лейбл Century Media в 2004 году лицензировал альбом для США на своём дочернем лейбле Olympic. Группа дала множество концертов в поддержку альбома, и в том же году отправилась в турне с группами Cannibal Corpse и Kataklysm.
Также в этом же[каком?] году вышел EP The Haematobic EP, на который вошли песни записанные в 2004 году уже на двух разных студиях, кавер-версия Entombed и две песни в концертном исполнении, кроме того в альбом вошли клип на песню «Meticulous Invagination» и три концертных записи с выступления группы на фестивале PartySan в 2003 году.
Вернувшись с гастролей, группа приняла в состав нового официального ударника, которым стал Жиль Делекруа, и приступила к записи на студии Тью Мадсена Antfarm Studio своего четвёртого альбома, получившего название The Archaic Abattoir. В роли приглашённых вокалистов выступили Майкл Богбелл, покинувший к тому времени Mnemic, Бо Саммер из Illdisposed и Якоб Бридаль из Hatesphere. Всю музыку к альбому написали гитаристы Барт Вергаерт и Тийс де Клоэдт, а тексты — Свеном де Калюве. На этом диске группа продолжила своё продвижение в сторону мелодизма при этом не теряя брутальности, а альбом как бы являлся продолжением предыдущего.

## The Auricular Chroniclesи свежая кровь
The Archaic Abattoir стал последним студийным альбомом для группы на лейбле Listenable Records, но в 2006 году вышел первый в истории группы DVD, получивший название The Auricular Chronicles, в который вошёл концерт в La Lococmotive в Париже, а также фрагменты концертного тура 2005—2006 годов, в том числе с выступления на Wacken Open Air, и клипы.
На концертах группа предстала в обновлённом составе, поскольку в 2005 году из-за «некоторых личных проблем» её покинули гитарист де Клоэдт и басист Ванмассенхоф. Второй же гитарист, Штефан Саутереянд, не смог отправиться в турне по причине того, что его девушка была на последнем месяце беременности, и он оставался с ней, в группу он так и не вернулся. На время тура де Калюве пригласил Матти Дюпонта — гитариста из Emeth, басистку Оливию Симаму из Balrog, а на должность соло-гитариста — Себастиана Туви, который стал также и вторым вокалистом. Новые участники дебютировали на концерте 14 января 2005 года в La Louviere. В турне по Северной Америке, получившем название The Domination Tour 2006, на февральских концертах, компаньонами группы стали Vesania, Grave, Heartlocker и Dew-Scented. А позже группу сопровождали Impaled, Suffocation, Despised Icon и снова Cryptopsy.

## Контракт с Century Media иSlaughter & Apparatus — A Methodical Overture
В октябре 2006 года в несколько ином составе коллектив вернулся к студийной работе для записи нового альбома, материал для которого сочинялся в период с февраля по октябрь. В ходе гастролей у группы возникли небольшие финансовые трудности, которые участникам пришлось решать за свой счёт. Группа вынуждена была не платить музыкантам зарплату за участие в концертах, что привело к уходу басистки Оливии Симаму и барабанщика Жиля Делекруа. На вакантное место басиста был взят Питер Гоемаер, играювший в группе Emeth, который уже помогал Aborted, подменяя Симаму на концертах в Тель-Авиве в ходе гастролей в Израиле. На время записи альбома группа вновь пригласила сессионного барабанщика, которым стал Дэйв Хейли из Psycroptic, а на концертах группа играла вместе с Этьенном Гало, дебютировавшим на концерте 31 октября в Opwijk на родине музыкантов. Тем не менее группа продолжала прослушивание музыкантов на должность постоянного ударника.
В записи альбома приняли участие приглашённые вокалисты Джефф Уолкер из Carcass и Якоб Бридаль из Hatesphere, а гитарное соло в одной из песен исполнил Хенрик Якобсен из Hatesphere. Альбом записывался на двух студиях — на Antfarm Studios Тью Мадсена и на студии сессионного барабанщика группы Red Planet Studios. В альбом вошли 11 песен, а также — в специальные версии — кавер-версия Faith No More. В целом альбом был выполнен в том же ключе, что и предыдущий, только ещё с большим уклоном в мелодик-дэт и модерн-метал, что несколько изменило структуру песен и их длину. Музыку для этого релиза писал Себастиан Туви, иногда совместно со де Калюве, который написал все тексты, кроме трёх песен, которые были написаны им в соавторстве, с другими музыкантами, не участвующими в группе. В турне в поддержку альбома группа отправилась вместе с польской группой Behemoth и канадской Kataklysm, с которыми музыканты уже ездили в тур в поддержку Goremageddon: The Saw And The Carnage Done в 2003—2004 годах.

## Новый барабанщик иStrychnine.213
В начале марта 2007 года группа объявила о том, что наконец-то нашла нового барабанщика на постоянной основе, коим стал Дэниэл Уайлдинг. Как заявил де Калюве: «Дэн просто сразил нас своей игрой на прослушивании, и он, безо всяких сомнений, станет идеальным человеком для окончательного формирования нашего состава».
Первым выступлением в составе группы стал концерт в Бамберге (Германии), который состоялся 16 марта. Во время ещё не закончившегося тура по Европе, группа начала писать новый материал для следующего альбома, запись которого была закончена с продюсером Гэйлом Либлингом к весне 2008 года. Вслед за этим Aborted отправилась в турне Iconoclast Part I с немецкими группами Heaven Shall Burn и Misery Speaks, которое началось 28 марта концертом в Бельгии. Перед официальным выпуском альбома группа сначала выложила на своей странице в MySpace две песни, а потом и весь альбом для ознакомления. Также на MySpace был опубликован и виджет, посвящённый новому релизу, который вышел 24 июня 2007 года на Century Media в двух версиях. За 4 дня до этого — 20 июня — группа отправилась в масштабное турне Summer Slaughter Tour с такими группами как Vader, The Black Dahlia Murder, The Faceless, Despised Icon, Born Of Osiris, Psycroptic и Whitechapel, а также с группами, с которыми неоднократно гастролировала раньше — Kataklysm и Cryptopsy.
В том же году вышло переиздание альбома 2001 года Engineering The Dead, включавший кроме оригинальных песен три бонус трека, два из которых были изданы ранее на сплит-релизе Created To Kill. Изменения также претерпела обложка диска, а весь материал был подвергнут ремастерингу.

## Большие перемены 2009 года
2009 год ознаменовался переизданием сразу двух альбомов группы — 2003 и 2005 годов — на лейбле Listenable Records. Они вышли в обновлённом оформлении, а также с бонус-треками, которые в основном были взяты с EP The Haematobic EP, который выходил на том же лейбле.
В начале весны лидер-гитарист Себастиан Туви и ударник Дэниэл Уайлдинг заявили о том, что они собрали новую группу, но Aborted не покидают. Тем не менее, несмотря на неплохие отношения в группе, из-за разногласий по поводу звучания, а также концертной деятельности, Свен де Калюве распустил существовавший состав группы и в том же 2009 году набрал новый, в который вошёл один из бывших участников Aborted — барабанщик Дирк Вербюрен, записавший в своё время партии ударных для альбома Goremageddon: The Saw And The Carnage Done.
Помимо вокалиста де Калюве и барабанщика Вербюрена в состав группы вошли бывший коллега де Калюве по группе They:Swarm Эран Сегал (первая гитара), гитарист и вокалист группы Abigail Williams Кен Сорцерон (вторая гитара) и коллега де Калюве по группе System Divide гитарист Коль Мартинес (бас).
В таком составе к концу года было записан мини-альбом с пятью песнями, который в декабре 2009 года под названием Coronary Reconstruction был выпущен для скачивания через интернет, а также издан ограниченным тиражом в 1000 экземпляров с автографами всех участников группы.
По поводу пластинки фронтмен отметил, что материал, просто зубодробительный и крышесносящий, он возвращает группу во времена «Goremageddon» и «Archaic Abbatoir», при этом появились новые элементы, которые он хотел давно сделать и ему представилась такая возможность.
На диск помимо нового материала вошла также кавер-версия песни «Left Hand Path» группы Entombed. Обложку для Coronary Reconstruction создал Джастин Осборн. Это самая ужасающая обложка за всю историю группы, как считают сами музыканты.

## Состав группы

### Нынешний состав
- Свен Свенчо де Калюве — вокал (с 1995)
- Мендель де Лейж — гитара (с 2012)
- Ян Джекелис — гитара (с 2015)
- Стефано Франчезини — бас (с 2016)
- Кен Бедене — ударные (с 2010), до этого в туре 2009-го

### Бывшие участники
- Ниек Верстает — гитара (1997—2002)
- Стивен Логье — ударные (1997—1998)
- Коэн Верстает — бас (1997—2002)
- Кристоф Хье Хьеррман — гитара (1998—2000)
- Френк Росси — ударные (1998—2003)
- Тийс Тис де Клоэдт — гитара (2001—2005)
- Фредерик Фре Ванмассенхоф — бас (2002—2006)
- Барт Вергаерт — гитара (2002—2005)
- Штефан Саутереянд — гитара (2005—2006)
- Жиль Делекруа — ударные (2004—2006)
- Гирт Девентстер — гитара (2006)
- Матти Дюпонт — гитара (2006—2007)
- Себастиан Себ Пюрулатор Туви — лид-гитара и вокал (2005—2009)
- Питер Гоэмаер — гитара (2006—2009)
- Свен Свенчи Янссенс — бас (2007—2009)
- Дэн Вильдинг — ударные (2007—2009)
- Дирк Вербьюрен — ударные (2009), а также сессионные ударные на альбоме Goremageddon: The Saw And The Carnage Done (2003) и на EP The Haematobic EP (2004)
- Коль Мартинес — бас (2009)
- Кен Сорсерон — гитара (2009—2011)
- Эран Сигал — гитара (2009 — 2012)
- Майкл Уилсон — гитара (2011 — 2012)
- Дэнни Тункер — гитара (2012 — 2015)
- Джон Барт ван дер Валь — бас (2009 — 2016)

### Концертные участники
- Оливия Разиэль Симама — бас (в туре 2006-го)
- Этьенн Гало — ударные (в туре 2007-го)
- Арьен Ван Гиссенбек — ударные (в турах с 2007-го)

### Сессионные и приглашённые участники
- Курт Монье — приглашённый вокал на песне «Wrenched Carnal Ornaments» из альбома The Purity Of Perversion (1999)
- Хенне — приглашённый вокал на песнях «The Sanctification Of Fornication» и «Organic Puzzle» из альбома The Purity Of Perversion (1999)
- Якоб Хансен — гитарные соло для песни «Clinical Colostomy» из альбома Goremageddon: The Saw And The Carnage Done (2003)
- Дэйв Хейли — сессионные ударные на альбоме Slaughter & Apparatus: A Methodical Overture (2007)
- Майкл Богбелл — приглашённый вокал на песне «Dead Wreckoning» из альбома The Archaic Abattoir (2005)
- Бо Саммер — приглашённый вокал на песнях «The Inertia» и «The Gangrenous Epitaph» из альбома The Archaic Abattoir (2005)
- Якоб Бредаль — приглашённый вокал на песнях «Threading On Vermillion Deception» из альбома "The Archaic Abattoir (2005) и «Avenious» из альбома Slaughter & Apparatus: A Methodical Overture (2007)
- Джефф Уолкер — приглашённый вокал на песнях «Odious Emanation» и «A Methodical Overture» из альбома Slaughter & Apparatus: A Methodical Overture (2007)
- Хенрик Якобссен — гостевое гитарное соло для песни «Underneath Rorulent Soil» из альбома Slaughter & Apparatus: A Methodical Overture (2007)
- Николас Бастос — гостевые ударные для альбома Slaughter & Apparatus: A Methodical Overture (2007)
- Майк Уилсон — приглашённый вокал на песнях «A Cadaverous Dissertation» и «Left Hand Path» из альбома Coronary Reconstruction (2010)

## Дискография

### Демозаписи
- The Necrotorous Chronicles (1997)
- The Splat Pack (1998)

### Альбомы
- The Purity of Perversion (1999)
- Engineering the Dead (2001)
- Goremageddon: The Saw and the Carnage Done (2003)
- The Archaic Abattoir (2005)
- Slaughter & Apparatus: A Methodical Overture (2007)
- Strychnine.213 (2008)
- Global Flatline (2012)
- The Necrotic Manifesto (2014)
- Retrogore (2016)
- TerrorVision (2018)
- ManiaCult (2021)
- Vault Of Horrors (2024)

### EP
- The Haematobic EP (2004)
- Coronary Reconstruction (2010)
- Termination Redux (2016)
- Bathos EP (2017)
- La Grande Mascarade (2020)

### Сплиты
- Eructations of Carnal Artistry (Split CD совместно с Christ Denied) (2000)
- Created to Kill (4-way split CD совместно с Misery Index, Brodequin и Drowning) (2002)
- Deceased in the East / Extirpated Live Emanations (live-split CD совместно с Exhumed) (2003)

### DVD
- The Auricular Chronicles (2006)

### Специальные издания
- Goremageddon: The Saw And The Carnage Done (специальное издание и LP) (2003)
- The Archaic Abattoir (делюкс издание) (2005)
- Slaughter & Apparatus: A Methodical Overture (делюкс издание и LP) (2007)
- Strychnine.213 (специальное издание) (2008)
- Engineering The Dead (переиздание) (2008)
- Goremageddon: The Saw And The Carnage Done (переиздание) (2009)
- The Archaic Abattoir (переиздание) (2009)
- Coronary Reconstruction (делюкс издание) (2010)

## Каверы
| Песня                 | Исполнитель оригинала | Оригинальный альбом                                     | Альбом с вошедшим кавером                                                                                                   |
| --------------------- | --------------------- | ------------------------------------------------------- | --- |
| Suffer The Children   | Napalm Death          | Harmony Corruption (1990) Suffer The Children EP (1990) | Created To Kill (сплит) (2000) Engineering The Dead (переиздание 2008-го года)                                              |
| Carnal Forge          | Carcass               | Heartwork (1993)                                        | Goremageddon: The Saw And The Carnage Done (2003)                                                                           |
| Drowned               | Entombed              | Left Hand Path (1990)                                   | The Haematobic EP (2004) The Archaic Abattoir (переиздание 2009-го года)                                                    |
| Heartwork             | Carcass               | Heartwork (1993)                                        | выступление на фестивале Wacken Open Air в 2006-м году (был вырезан из снятого материала для DVD, на альбомах не издавался) |
| Suprise! You’re Dead! | Faith No More         | The Real Thing (1989)                                   | Slaughter & Apparatus: A Methodical Overture (2007)                                                                         |
| Slaughtered           | Pantera               | Far Beyond Driven (1994)                                | Strychnine.213 (2008) |
| Playing Dead          | Turmoil               | Grandeur Lamentation (2008)                             | Century Media — Covering 20 Years Of Extremes CD2 (компиляция лейбла) (2008)                                                |
| Left Hand Path        | Entombed              | Left Hand Path (1990)                                   | Coronary Reconstruction (2010)                                                                                              |
|                       |                       |                                                         | |

## Клипы
- Meticulous Invagination (2003)
- Dead Wreckoning (2005)
- A Cold Logistic Slaughter (смонтировано из концертного видео) (2006)
- The Chondin Enigma (2007)
- The Origin of Disease (2012)
- Termination Redux (2015)
- Divine Impediment (2016)
- The Extirpation Agenda (2014)
- Cenobites (2014)
- Fallacious crescendo (2018)